# Мюссигганг, Уве
Уве Мюссигганг (нем. Uwe Müßiggang; 5 ноября 1951, Пирна, Саксония, ГДР) — бывший восточногерманский биатлонист, с 1991 года тренер немецкой женской национальной сборной команды по биатлону.

## Карьера
Первоначально как биатлонист выступал за вторую национальную команду ГДР, обучался в немецком колледже физической культуры (нем. Deutschen Hochschule für Körperkultur) в Лейпциге, работал тренером в Карл-Маркс-Штадте и Дрездене.
В 1980 году помог бежать брату из Восточной в Западную Германию, после чего был осуждён на год и был лишён возможности заниматься тренерской работой. После освобождения 4 года проработал водителем вилочного погрузчика в одном из садовых хозяйств. В 1984 г. эмигрировал в ФРГ и четыре года работал учителем физкультуры в гимназии Санкт-Кристофер (Берхтесгаден). Затем в течение двух лет (1988—1990) Мюссигганг работал тренером мужской национальной команды по биатлону.
После Объединения Германии стал в 1991 г. сотренером  Харальда Босе (Harald Böse) в женской сборной Германии по биатлону. Под их руководством женская команда Германии, в составе которой играли такие спортсменки, как Петра Беле, Антье Харви, Симона Хаусвальд и Мартина Целльнер, стала одной из ведущих в мировом биатлоне.
Успехи, достигнутые командой Мюссигганга и Босе, сыграли важную роль в росте популярности биатлона в Германии.
В данный момент[обновить данные] он тренирует женскую и мужскую сборную Германии по биатлону.

## Достижения
Под руководством Мюссигганга немецкие биатлонистки завоевали 6 золотых, 10 серебряных и 4 бронзовые медали на зимних Олимпийских играх. На чемпионатах мира были завоёваны: 22 золотые, 14 серебряных и 10 бронзовых медалей. Всего на крупных международных соревнованиях немецкие спортсменки выиграли более 60 медалей.
Подопечные Мюссигганга завоевали шесть Кубков мира по биатлону: Мартина Глагов в сезоне 2002/03 годов, Кати Вильхельм — 2005/06, Андреа Хенкель — 2006/07 и Магдалена Нойнер — 2007/08, 2009/10, 2011/2012
Мюссигганг, после окончания сезона 2009/10, годов назначен на должность Главного тренера мужской и женских команд Германии.